# Glückauf Gemeinnützige Wohnungsbaugesellschaft

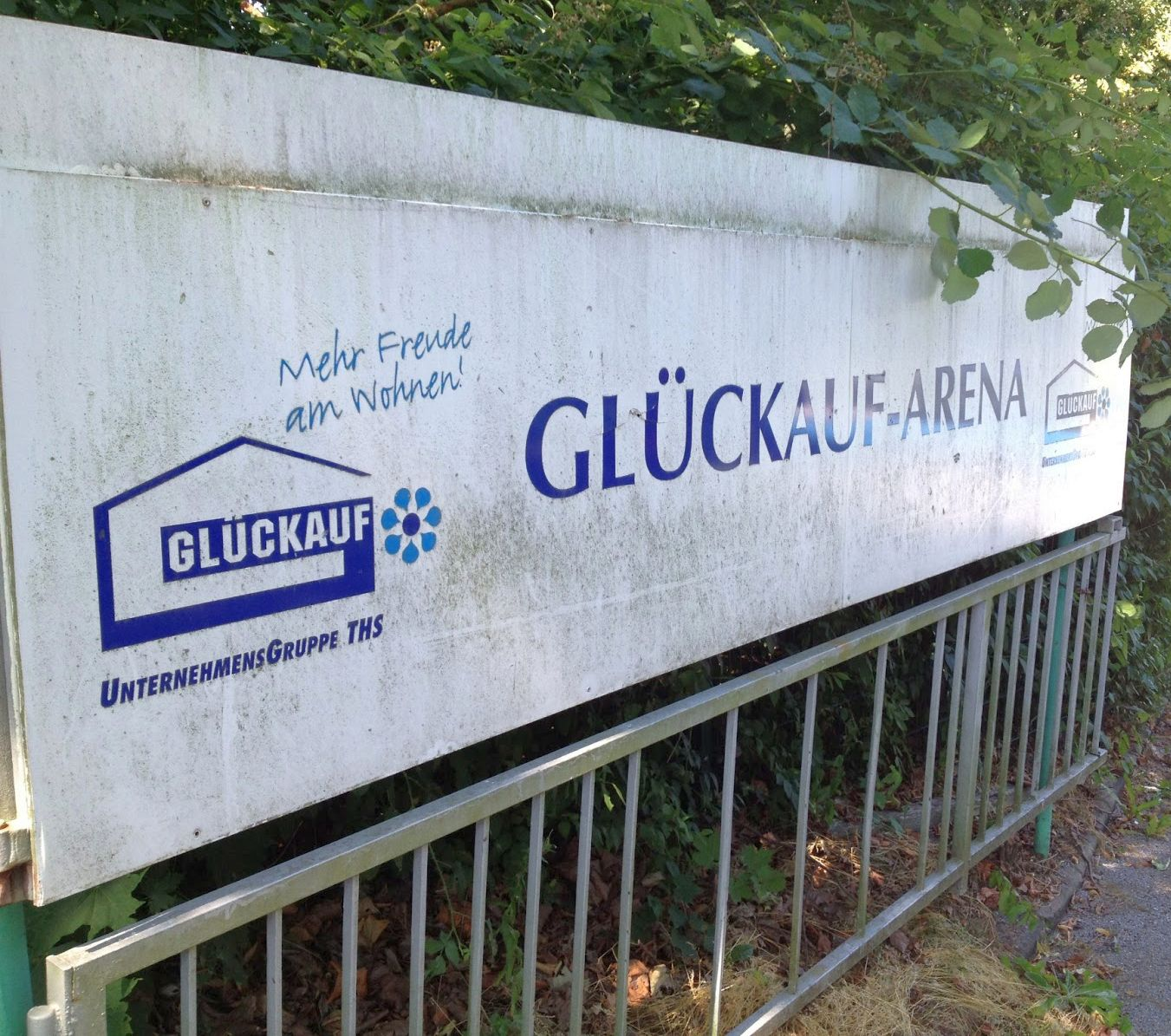
Verankert im Stadtteil: Sportsponsoring der Glückauf

Die Glückauf Gemeinnützige Wohnungsbaugesellschaft mbH war ein bergbauverbundenes Wohnungsunternehmen im Lüner Ortsteil Brambauer. Die Glückauf bestand von 1951 bis 2009. Der Name ist abgeleitet vom Bergmannsgruß Glückauf.

## Geschichte
Die Glückauf wurde am 24. Dezember 1951 von der Gebrüder Stumm AG, die Eigentümerin der im Stadtteil liegenden Zeche Minister Achenbach war, gegründet. Verwaltungssitz mit der Anschrift Brechtener Str. 42 wurde 1967 die ehemalige Villa des Bergassessors a. D. Emil Stade, der von 1919 bis 1952 Betriebsdirektor auf Achenbach und von 1945 bis 1950 Mitglied der Geschäftsführung der Gebrüder Stumm AG war.
Mit Beschluss der Gesellschafterversammlung vom 2. Dezember 2009 und Eintragung in das Handelsregister Dortmund (HRB 17102) am 12. Januar 2010 ging die Glückauf in der neu entstandenen THS Wohnen Westfalen GmbH der THS Gruppe auf, zu der die Glückauf bereits seit 1975 gehört hatte. Im Zuge der Zusammenführung von THS GmbH und Evonik Wohnen GmbH zur Vivawest GmbH wurde 2012 auch der Verwaltungssitz aufgegeben.

## Wohnungsbestand
Glückauf baute zunächst Siedlungen im öffentlich geförderten Bergarbeiterwohnungsbau z. B. die Siedlung An der Vogelscher in Nordlünen und die Heikenbergsiedlung in Alstedde. Als die Gesellschaft 1966 rund 2000 Wohnungen ihrer Gründergesellschaft Stumm AG erwarb, gehörten ihr auch die ältesten Bergarbeitersiedlungen in Brambauer, z. B. die 1904 erstmals bezogenen Alte Kolonie im Nordwesten Brambauers. Zuletzt bewirtschaftete die Gesellschaft rund 4700 Vermietungseinheiten in Lünen und Selm, davon rund 3500 in Lünen-Brambauer.

## Soziales Engagement
Die Glückauf baute zwei Kindergärten, vier Seniorenzentren z. B. am Amselweg, und betrieb Seniorentreffs. Ein Bergarbeiter-Wohnmuseum dokumentierte den Auftrag der Glückauf. Mit dem bergbaulichen Kultur- und Bildungsverein „Revierarbeitsgemeinschaft für kulturelle Bergmannsbetreuung“ (REVAG e. V.) und der IG Bergbau und Energie wurde der Treffpunkt Konradplatz geschaffen, eine Begegnungsstätte mit umfangreichem Bildungs- und Beratungsprogramm. Für das Projekt „Wohnen plus - Soziales Management einer Wohnungsgesellschaft“ gewann die Glückauf in Berlin den Preis „Soziale Stadt 2000“. Die „Glückauf Nachbarschaftshilfe e.V.“ erhielt 2001 den „Robert-Jungk-Preis für Bürgerengagement“.